# 矮青木
矮青木（学名：Rauvolfia brevistyla）为夹竹桃科萝芙木属的植物。分布在中国大陆的广东等地，常生于林荫下，目前尚未由人工引种栽培。